# Чемпионат мира по академической гребле 1978
8-й чемпионат мира по академической гребле прошёл с 30 октября по 5 ноября 1978 года на озере Карапиро близ города Кеймбридж (Новая Зеландия). Соревнования по лёгкой гребле в этот раз были проведены отдельно 5 и 6 августа на озере Багсверд близ Копенгагена (Дания).  

## Медалисты

### Мужчины
| Дисциплина                | Золото | Золото  | Серебро | Серебро | Бронза | Бронза  |
| ------------------------- | --- | ------- | --- | ------- | --- | ------- |
| Одиночки M1x              | Петер-Михаэль Кольбе ФРГ | 7:06,01 | Рюдигер Райхе ГДР | 7:08,35 | Милорад Станулов Югославия | 7:09,82 |
| Двойки парные M2x         | Норвегия · Франк Хансен · Альф Хансен | 6:51,23 | Великобритания · Кристофер Бейлю · Майкл Харт | 6:53,67 | Швейцария Бруно Зайле Юрг Вайтнауэр | 6:58,43 |
| Двойки без рулевых M2-    | ГДР · Бернд Ландфойгт · Йорг Ландфойгт | 7:00,92 | Великобритания · Джон Робертс · Джеймс Кларк | 7:03,68 | Франция · Доминик Лекуэнт · Жан-Клод Руссель | 7:06,32 |
| Двойки с рулевыми M2+     | ГДР · Юрген Пфайффер · Герхард Ибелер · Олаф Байер (рул) | 7:24,60 | Чехословакия · Карел Мейта · Карел Неффе · Иржи Птак (рул)                                                                                                  | 7:28,72 | Польша · Адам Томасяк · Гжегож Новак · Рышард Кубяк (рул) | 7:21,72 |
| Четвёрки парные M4x       | ГДР · Йоахим Драйфке · Карл-Хайнц Бусерт · Мартин Винтер · Франк Дундр                                                                                         | 6:08,94 | Франция · Кристиан Марки · Жан-Раймон Пельтье · Ролан Тибо · Ролан Вей                                                                                      | 6:11,05 | ФРГ Дитер Виденман Альберт Хеддерих Раймунд Хёрман Михаэль Дюрш | 6:11,88 |
| Четвёрки без рулевых M4-  | СССР · Владимир Преображенский · Николай Кузнецов · Валерий Долинин · Анатолий Немтырёв                                                                        | 6:19,25 | ГДР · Зигфрид Брицке · Андреас Деккер · Штефан Земмлер · Вольфганг Магер                                                                                    | 6:19,52 | Великобритания · Мартин Кросс · Дэвид Таунсенд · Иэн Макнафф · Джон Битти                                                                                          | 6:26,28 |
| Четвёрки с рулевыми M4+   | ГДР · Улльрих Диснер · Готтфрид Дён · Вальтер Диснер · Дитер Вендиш · Андреас Грегор (рул)                                                                     | 6:30,25 | ФРГ Вольф-Дитрих Ошлис Вольфрам Тим Франк Шютце Габриэль Конерц Хельмут Зассенбах (рул)                                                                     | 6:31,56 | Болгария · Румен Христов · Цветан Петков · Наско Марков · Иван Ботев · Ненко Добрев (рул)                                                                          | 6:37,06 |
| Восьмёрки M8+             | ГДР · Маттиас Шуман · Ульрих Карнац · Герд Средцки · Андреас Эберт · Фридрих Ульрих · Харальд Ерлинг · Уве Дюринг · Бернд Хёинг · Бернд Кайзер (рул)           | 5:54,25 | ФРГ Фолькер Зауэр Клаус Ролофф Фриц Шустер Хериберт Кархес Вернер Хеллвиг Винфрид Рингвальд Томас Шолль Дитхельм Максрат Хартмут Венцель (рул)              | 5:55,17 | Новая Зеландия · Марк Джеймс · Грег Джонстон · Дэвид Роджер · Десмонд Лок · Росс Линдстром · Дэвид Линдстром · Айван Сазерленд · Ноуэл Миллс · Алан Коттер (рул)   | 5:57,16 |
| Лёгкий вес                | |         | |         | |         |
| Одиночки LM1x             | Хосе Монтоса Испания | 7:19,54 | Мортен Эсперсен Дания | 7:23,21 | Уильям Бельден США | 7:25,80 |
| Двойки парные LM2x        | Норвегия · Пол Бёрник · Арне Гилье | 6:47,49 | Нидерланды · Рулоф Михелс · Эд Ман | 6:48,83 | США · Стен Депман · Фред Дулинг | 6:50,09 |
| Четвёрки без рулевых LM4- | Швейцария Михаэль Радунер Томас фон Вайсенфлу Петер Центнер Пьер Ковач                                                                                         | 6:33,90 | Нидерланды · Петер ван Беркель · Виллем Аппельдорн · Рихард Хельслот · Пауль Паульсен                                                                       | 6:34,24 | Австралия · Воган Боллен · Питер Энтони · Саймон Джиллетт · Джеффри Рис                                                                                            | 6:38,50 |
| Восьмёрки LM8+            | Великобритания · Стивен Симпол · Найджел Рид · Кристофер Друри · Роберт Дауни · Клайв Робертс · Питер Зеун · Джон Мелвин · Энтони Френч · Колин Мойнихэн (рул) | 5:56,32 | Нидерланды · Хенк ван дер Кваст · Ханс Ликлама · Ханс Повель · Берт ван Бал · Роб Эйленбрук · Маркус Эмке · Тон Лукассен · Дик Свенне · Ян ван Пройен (рул) | 5:58,76 | Австралия · Деннис Хэтчер · Малькольм Робертсон · Филлип Гардинер · Роберт Купер · Лайялл Маккарти · Иэн Портер · Джеффри Сайкс · Колин Смит · Эдриан Магинн (рул) | 5:58,89 |

### Женщины
| Дисциплина             | Золото | Золото  | Серебро | Серебро  | Бронза | Бронза   |
| ---------------------- | --- | ------- | --- | -------- | --- | -------- |
| Одиночки W1x           | Кристине Шайблих ГДР | 4:12,49 | Анна Кондрашина СССР | 4:14,43  | Мариан Амбруш Венгрия | 4:16,21  |
| Двойки парные W2x      | Болгария · Светла Оцетова · Здравка Йорданова | 4:01,94 | СССР · Людмила Парфёнова · Элеонора Каминскайте | 4:04,19  | США · Элизабет Хиллс · Лиза Хансен | 4:04,77  |
| Двойки распашные W2-   | ГДР · Корнелия Бюгель · Уте Штайндорф | 4:02,65 | Канада · Элизабет Крейг · Сьюзан Антофт | 4:02,87  | Нидерланды · Йоке Дирдорп · Карин Абма | 4:05,38  |
| Четвёрки парные W4x+   | Болгария · Анка Бакова · Долорес Накова · Росица Спасова · Румеляна Бончева · Анка Георгиева (рул)                                                                 | 3:31,16 | ФРГ Сабине Ройтер Петра Финке Вероника Вальтерфанг Анне Дикман Катрин Плюкхан (рул)                                                                  | 03:32,58 | СССР · Реет Пальм · Елена Хлопцева · Ольга Васильченко · Надежда Козочкина · Надежда Чернышёва (рул)                                                  | 03:33,30 |
| Четвёрки распашные W4+ | ГДР · Керстен Найссер · Ангелика Ноак · Уте Скорупски · Марита Зандиг · Кирстен Венцель (рул)                                                                      | 3:48,47 | США · Кэрол Браун · Анита Дефранц · Козема Кроуфорд · Нэнси Сторрз · Холлис Хаттон (рул)                                                             | 3:52,42  | Румыния · Елена Опря · Флорика Доспинеску · Флорика Силаги · Джорджета Машка · Анета Матей (рул)                                                      | 3:53,92  |
| Восьмёрки W8+          | СССР · Валентина Ермакова · Мария Пазюн · Нина Антонюк · Татьяна Буняк · Надежда Дергаченко · Нина Уманец · Елена Терёшина · Ольга Пивоварова · Нина Фролова (рул) | 3:22,00 | ГДР · Сильвия Фрёлих · Ренате Ной · Дагмар Бауэр · Габриеле Кюн · Петра Кёлер · Хенриетта Эберт · Биргит Шюц · Кристиане Кёпке · Марина Вильке (рул) | 3:26,12  | Канада · Джой Фера · Кристин Нюланд · Гейл Корт · Моника Дрегер · Элизабет Джеклин · Кимберли Гордон · Долорес Янг · Патриша Смит · Труди Флинн (рул) | 3:28,34  |

## Командный зачёт
| Место | Страна         | Золото | Серебро | Бронза | Всего |
| ----- | -------------- | ------ | ------- | ------ | ----- |
| 1     | ГДР            | 8      | 3       | 0      | 11    |
| 2     | СССР           | 2      | 2       | 1      | 5     |
| 3     | Болгария       | 2      | 0       | 1      | 3     |
| 4     | Норвегия       | 2      | 0       | 0      | 2     |
| 5     | ФРГ            | 1      | 3       | 1      | 5     |
| 6     | Великобритания | 1      | 2       | 1      | 4     |
| 7     | Швейцария      | 1      | 0       | 1      | 2     |
| 8     | Испания        | 1      | 0       | 0      | 1     |
| 9     | Нидерланды     | 0      | 3       | 1      | 4     |
| 10    | США            | 0      | 1       | 3      | 4     |
| 11    | Канада         | 0      | 1       | 1      | 2     |
| 11    | Франция        | 0      | 1       | 1      | 2     |
| 13    | Дания          | 0      | 1       | 0      | 1     |
| 13    | Чехословакия   | 0      | 1       | 0      | 1     |
| 15    | Австралия      | 0      | 0       | 2      | 2     |
| 16    | Венгрия        | 0      | 0       | 1      | 1     |
| 16    | Новая Зеландия | 0      | 0       | 1      | 1     |
| 16    | Польша         | 0      | 0       | 1      | 1     |
| 16    | Румыния        | 0      | 0       | 1      | 1     |
| 16    | Югославия      | 0      | 0       | 1      | 1     |
| Всего | Всего          | 18     | 18      | 18     | 54    |

 Страна — хозяйка соревнований